# 坂本孝司
坂本 孝司（さかもと たかし、1956年2月26日 - ）は、日本の税理士、米国公認会計士。博士（経営情報科学）（愛知工業大学・2011年）、修士（法学）（東京大学・1995年）。税理士法人坂本&パートナー理事長、TKC全国会会長、TKC全国政経研究会会長。

## 来歴
静岡県浜松市に生まれる。1974年浜松北高等学校、1978年神戸大学経営学部会計学科を卒業。同年税理士試験に合格。1998年東京大学大学院法学政治学研究科博士課程の単位取得退学。2002年米国公認会計士試験に合格。
2002年静岡理工科大学大学院客員教授、2007年信州大学法科大学院非常勤講師、2012年愛知工業大学大学院経営学研究科教授、2013年青森公立大学非常勤講師を歴任。2011年には愛知工業大学より博士（経営情報科学）の学位を授与されている。また、2002年中小企業庁中小企業の会計に関する研究会専門委員、2010年同庁中小企業の会計に関する検討会ワーキンググループ委員、2011年経済産業省 中小企業政策審議会企業力強化部会委員、2012年TKC静岡会会長、2013年日本商工会議所企業会計専門委員会委員等を歴任。2013年2月から中小企業会計学会副会長を務める。2021年浜松市やらまいか大使。2024年から静岡産業大学客員教授に就任する。

## 主な研究分野
- 中小企業の会計制度
- ドイツ会計制度
- ドイツ租税法
- 米国会計制度
- 米国税務会計
- 税理士制度（日、独）
- 中小企業金融（日、独）

## 著書

### 単著
- 『会計で会社を強くする』TKC出版、2008年。
- 『会計制度の解明―ドイツとの比較による日本のグランドデザイン』中央経済社、2011年。（2011年度日本会計研究学会太田・黒澤賞を受賞）[2]
- 『ドイツにおける中小企業金融と税理士の役割』中央経済社、2012年。
- 『「中小会計要領」対応版 会計で会社を強くする』TKC出版、2013年。
- 『会計で会社を強くする 簿記・会計先覚者の金言集・解説 改訂新版』TKC出版、2014年。
- 『中小企業の財務管理入門』中央経済社、2015年。
- 『ドイツ税理士による決算書の作成証明業務（第2版）―ドイツ連邦税理士会『声明』の解説―』TKC出版、2016年。
- 『中小企業の財務管理入門』中央経済社、2018年、第2版。
- 『税理士の未来』中央経済社、2019年。
- 『職業会計人の独立性―アメリカにおける独立性概念の生成と展開―』TKC出版、2022年。
- 『会計で会社を強くする 簿記・会計先覚者の金言集・解説（第3版）』TKC出版、2024年。

### 共著
- 河崎照行・坂本孝司『General Accounting Standard for Small- and Medium-sized Entities in Japan』2014年。
- 坂本孝司・加藤恵一郎編著『中小企業金融における会計の役割』中央経済社、2017年。

### 監訳
- ドイツ連邦税理士会、ドイツ税理士連盟、DATEV協同組合編著『税理士業務における品質保証と品質管理』

　 武田隆二監訳者代表、河崎照行・古賀智敏・坂本孝司監訳、TKC、2007年

### 分担執筆
- 「わが国におけるコンピュータ会計法規制定までの沿革」

　 松沢智編著『コンピュータ会計法概論』中央経済社、1998年。
- 「第2章 適切な記帳を促す具体的方法」

　 武田隆二編著『中小会社の会計―中小企業庁「中小企業の会計に関する研究会報告書」の解説』中央経済社、2003年。
- 「第7章 会計帳簿と適時性・正確性」

　 武田隆二編著『新会社法と中小会社会計』中央経済社、2006年。
- 「第4章 会社法で定める記帳要件と中小会社会計指針」

　 武田隆二編著『中小会社の会計指針』中央経済社、2006年。
- 「第6章 中小企業の会計基本要領（総論）― 8 記帳の重要性」

　 河崎照行・万代勝信編著『詳解 中小会社の会計要領』中央経済社、2012年。
- 「第5章 ドイツ」

　 河崎照行編著『中小企業の会計制度―日本・欧米・アジア・オセアニアの分析』中央経済社、2015年。
- 成道秀雄編著『新版 税務会計学辞典』中央経済社、2017年。
- 「飯塚毅博士の『正規の簿記の諸原則』論―その歴史的位置づけと現代への提言―」

　 『飯塚毅博士生誕百年記念 論文集』TKC出版、2018年。
- 「ドイツ税理士による「年度決算書の作成に関する証明業務」―企業継続の想定に反する状況がある場合―」

　 河崎照行編著『会計研究の挑戦―理論と制度における「知」の融合』中央経済社、2020年。
- 「記帳条件と帳簿の証拠力」

　 TKC全国会創設50周年記念誌『未来に繋ぐ職業会計人の使命と責任』TKC全国会、2021年。

### 論文
- 「租税法における記帳規定と簿記の証拠力―ドイツ1919年国税通則法及び1977年国税通則法を中心として―」

　『TKC税研情報』7巻5号・6号、TKC税務研究所、1999年。（公益財団法人租税資料館 第8回租税資料館賞受賞）